# El hombre del planeta X
El hombre del planeta X, o también en español El ser del planeta X, es una película en blanco y negro de ciencia ficción de 1951 con Robert Clarke, Margaret Field y Raymond Bond. Fue dirigida por Edgar G. Ulmer, quien ya había dirigido The Black Cat en 1934 con Béla Lugosi y Boris Karloff. Se estrenó el 27 de abril de 1951.

## Argumento
Una nave espacial pilotada por un extraterrestre humanoide aterriza en los páramos escoceses, cerca del observatorio del profesor Elliot (Raymond Bond), pocos días antes de que el misterioso Planeta X pase más cerca que nunca de nuestro planeta. Cuando el profesor y su amigo, el reportero estadounidense John Lawrence (Robert Clarke), descubren al astronauta, lo ayudan y tratan infructuosamente de comunicarse con él. Un colega del profesor, el científico ambicioso y sin escrúpulos Dr. Mears (William Schallert), descubre que el alienígena habla en tonos musicales e intenta sonsacarle la fórmula metálica que forma su nave espacial. Luego apaga su aparato respirador y lo deja por muerto, diciendo al profesor que la comunicación fue inútil. Es entonces cuando el alienígena desaparece junto a la hija del profesor, Enid (Margaret Field).
Mientras tanto en el pueblo se desata la histeria al ver que la gente comienza a desaparecer. El alguacil del pueblo da aviso a Scotland Yard, para que luego el ejército se apronte a contener la situación. Se decide que los militares destruyan la nave espacial, pero Lawrence se opone porque también matará a las personas que permanecen allí bajo el control del extraterrestre. Como el máximo acercamiento del planeta X se producirá a medianoche, antes de ese plazo Lawrence deberá intentar el rescate. Al acercarse sigilosamente, se entera por Mears que el alienígena tiene la intención de usar la nave como una estación inalámbrica para avisar de dar inicio de invasión al planeta que se acerca, que es un mundo moribundo. Lawrence ayuda a los aldeanos a escapar y ataca al extraterrestre apagando su respirador, huyendo con Enid y el profesor. Mears, sin embargo, regresa a la nave espacial, y muere cuando los militares abren fuego y la destruyen. La invasión no sucede y el planeta X sale lentamente de las inmediaciones del Sistema Solar hacia el espacio profundo.

## Reparto
- Robert Clarke como John Lawrence.
- Margaret Field como Enid Elliot.
- Raymond Bond como Profesor Elliot.
- William Schallert como Dr. Mears
- Roy Engel como Tommy.
- Charles Davis como Georgie.
- Gilbert Fallman como Dr. Robert Blane.
- David Ormont como Inspector Porter.
- June Jeffery como Esposa del hombre perdido.
- Franklyn Farnum como Sgt. Ferris (no acreditado).

## Producción
El rodaje duró seis días en los estudios Hal Roach en Culver City, California. Para ahorrar en el presupuesto, se aprovecharon los sets de la película de Ingrid Bergman Juana de Arco (1948), utilizando niebla artificial para ocultar la falta de fondos y paisajes en las escenas al aire libre.
Se rumoreaba que el actor Pat Goldin y el actor enano de 1,27 m Billy Curtis eran el actor desconocido que interpretó al visitante alienígena. Sin embargo, Robert Clarke, que a menudo se cita como fuente del rumor sobre Pat Goldin, nunca supo realmente el nombre del actor que dio vida al extraterrestre, ni tampoco lo sabían los otros miembros del reparto, incluidos Margaret Field y William Schallert. Además, el actor desconocido era notablemente más alto que Billy Curtis. Robert Clarke solo recordaba que era de origen judío, medía aproximadamente 1,53 m y que fue alguna vez miembro de un acto acrobático de vodevil. Margaret Field y el productor Jack Pollexfen recordaron más tarde solo que se había quejado de su incómodo disfraz y bajo salario, mientras que William Schallert lo recordaba solo como un hombre de mediana edad muy pequeño y de aspecto curioso que no era un gran actor.

## En la cultura popular
El extraterrestre se comunica mediante sonidos musicales modulados, un concepto utilizado por Steven Spielberg en su película de 1977 Encuentros en la Tercera Fase.
El extraterrestre aparece junto a otros alienígenas cinematográficos en la película de 2003 Looney Tunes: De nuevo en acción, en la escena que sucede en el Área 52.
En el cuarto episodio de la segunda temporada de la serie de 2015 Fargo de FX, se muestran escenas de la película durante una secuencia en un cine ambientada en 1951.